# Tretogonia conspicua
Tretogonia conspicua är en insektsart som beskrevs av Melichar 1926. Tretogonia conspicua ingår i släktet Tretogonia och familjen dvärgstritar.
Artens utbredningsområde är Ecuador. Inga underarter finns listade i Catalogue of Life.